# WTA Finals 2019 – ženská čtyřhra
Ženská čtyřhra WTA Finals 2019 probíhala na přelomu října a listopadu 2019 v rámci jednoho ze dvou závěrečných turnajů ženské profesionální sezóny. Do deblové soutěže Turnaje mistryň, premiérově hrané v čínském Šen-čenu, nastoupilo osm nejlepších dvojic v klasifikaci žebříčku Porsche Race to Shenzhen, počítaného od začátku roku 2019. Událost poprvé následovala až po WTA Elite Trophy.
Rozlosování deblové soutěže proběhlo v pátek 25. října 2019. Poprvé od roku 2015 došlo k uplatnění základní skupinové fáze, s vyřazovacím formátem až od semifinále. Čtyři páry, které v sezóně vyhrály jednotlivé grandslamy, byly rozděleny po dvou do odlišných skupin.
Barbora Strýcová, Kristina Mladenovicová a Aryna Sabalenková vstoupily do turnaje jako soupeřky o post deblové světové jedničky na žebříčku WTA. Strýcová si postavení na vrcholu klasifikace zajistila i po skončení postupem do finále, rovněž jako zakončení sezóny na pozici světové jedničky. Nejlepší pár roku vytvořily Mladenovicová s Babosovou.
Vítězství získal třetí nasazený, maďarsko-francouzský pár Tímea Babosová a Kristina Mladenovicová, který ve finále zdolal tchajwansko-české turnajové dvojky Sie Šu-wej s Barborou Strýcovou po hladkém dvousetovém průběhu 6–1 a 6–3.
Obě šampionky převzaly trofej Martiny Navrátilové, do žebříčku WTA si připsaly 1 500 bodů a získaly devátou společnou trofej, respektive po Istanbul Cupu 2019 a French Open 2019 třetí v probíhající sezóně. Vítězství obhájily jako první dvojice od Cary Blackové a Liezel Huberové, jež triumfovaly v letech 2007 a 2008. Babosová i Mladenovicová vybojovaly dvacátý druhý individuální deblový titul na okruhu WTA Tour. Maďarka Babosová se stala první hráčkou od Američanky Lindsay Davenportové z let 1996–1998, která ovládla tři ročníky v řadě.

## Nasazení párů
1. Elise Mertensová /  Aryna Sabalenková (základní skupina, 500 bodů, 200 000 USD/pár)
2. Sie Šu-wej /  Barbora Strýcová (finále, 955 bodů, 475 000 USD/pár)
3. Tímea Babosová /  Kristina Mladenovicová (vítězky, 1 500 bodů, 1 000 000 USD/pár)
4. Gabriela Dabrowská /  Sü I-fan (základní skupina, 500 bodů, 200 000 USD/pár)
5. Čan Chao-čching /  Latisha Chan (základní skupina, 375 bodů, 150 000 USD/pár)
6. Barbora Krejčíková /  Kateřina Siniaková (základní skupina, 500 bodů, 200 000 USD/pár)
7. Samantha Stosurová /  Čang Šuaj (semifinále, 625 bodů, 265 000 USD/pár)
8. Anna-Lena Grönefeldová /  Demi Schuursová (semifinále, 625 bodů, 265 000 USD/pár)

## Náhradnice
1. Nicole Melicharová /  Květa Peschkeová (nenastoupily)

## Soutěž
| Legenda                                                       |                                                                        |                                                   |
| - Q – kvalifikant - WC – divoká karta - LL – šťastný poražený | - Alt – náhradník - SE – zvláštní výjimka - PR/SR – žebříčková ochrana | - w/o – bez boje - r – skreč - d – diskvalifikace |

### Finálová fáze
|  | Semifinále | Semifinále                            | Semifinále                  | Semifinále | Semifinále |                                        |   | Finále                                | Finále | Finále | Finále | Finále |
|  |            |                                       |                             |            |            |                                        |   |                                       |        |        |        |        |
|  | 3          | Tímea Babosová Kristina Mladenovicová | 1                           | 6          | [10]       |                                        |   |                                       |        |        |        |        |
|  | 7          | Samantha Stosurová Čang Šuaj          | 6                           | 4          | [8]        |                                        |   |                                       |        |        |        |        |
|  | 7          | Samantha Stosurová Čang Šuaj          | 6                           | 4          | [8]        |                                        | 3 | Tímea Babosová Kristina Mladenovicová | 6      | 6      |        |        |
|  |            |                                       |                             |            |            |                                        | 3 | Tímea Babosová Kristina Mladenovicová | 6      | 6      |        |        |
|  |            | 2                                     | Sie Šu-wej Barbora Strýcová | 1          | 3          |                                        |   |                                       |        |        |        |        |
|  | 8          | 2                                     | Sie Šu-wej Barbora Strýcová | 1          | 3          | Anna-Lena Grönefeldová Demi Schuursová | 1 | 2                                     |        |        |        |        |
|  | 8          |                                       |                             |            |            | Anna-Lena Grönefeldová Demi Schuursová | 1 | 2                                     |        |        |        |        |
|  | 2          | Sie Šu-wej Barbora Strýcová           | 6                           | 6          |            |                                        |   |                                       |        |        |        |        |

### Červená skupina
|   |                                        | Mertensová Sabalenková | Babosová Mladenovicová | Čan Chan         | Grönefeldová Schuursová | Zápasy | Sety       | Hry          | Pořadí |
| 1 | Elise Mertensová Aryna Sabalenková     |                        | 6–4, 2–6, [5–10]       | 7–6(7–5), 6–4    | 5–7, 6–1, [7–10]        | 1–2    | 4–4 (50 %) | 32–30 (52 %) | 3.     |
| 3 | Tímea Babosová Kristina Mladenovicová  | 4–6, 6–2, [10–5]       |                        | 6–2, 5–7, [10–6] | 7–5, 6–2                | 3–0    | 6–2 (75 %) | 36–24 (60 %) | 1.     |
| 5 | Čan Chao-čching Latisha Chan           | 6–7(5–7), 4–6          | 2–6, 7–5, [6–10]       |                  | 2–6, 4–6                | 0–3    | 1–6 (14 %) | 25–37 (40 %) | 4.     |
| 8 | Anna-Lena Grönefeldová Demi Schuursová | 7–5, 1–6, [10–7]       | 5–7, 2–6               | 6–2, 6–4         |                         | 2–1    | 4–3 (57 %) | 28–30 (48 %) | 2.     |

### Purpurová skupina
|   |                                       | Sie Strýcová     | Dabrowská Sü     | Krejčíková Siniaková | Stosurová Čang   | Zápasy | Sety       | Hry          | Pořadí |
| 2 | Sie Šu-wej Barbora Strýcová           |                  | 6–2, 4–6, [9–11] | 6–2, 1–6, [10–5]     | 6–4, 4–6, [10–5] | 2–1    | 5–4 (56 %) | 29–27 (52 %) | 1.     |
| 4 | Gabriela Dabrowská Sü I-fan           | 2–6, 6–4, [11–9] |                  | 4–6, 2–6             | 6–4, 4–6, [5–10] | 1–2    | 3–5 (38 %) | 25–33 (43 %) | 4.     |
| 6 | Barbora Krejčíková Kateřina Siniaková | 2–6, 6–1, [5–10] | 6–4, 6–2         |                      | 3–6, 6–7(7–9)    | 1–2    | 3–4 (42 %) | 29–27 (52 %) | 3.     |
| 7 | Samantha Stosurová Čang Šuaj          | 4–6, 6–4, [5–10] | 4–6, 6–4, [10–5] | 6–3, 7–6(9–7)        |                  | 2–1    | 5–3 (63 %) | 34–30 (53 %) | 2.     |